# Driller Killer
A Driller Killer svéd crust punk együttes.

## Története
1993-ban alakultak Malmöben. Nevüket Abel Ferrera ugyanilyen című 1979-es horrorfilmjéről kapták. Zeneileg a d-beat, crust punk illetve hardcore punk műfajokba sorolhatóak. Zenei hatásukként a Discharge-ot tették meg. Hét nagylemezt és két EP-t tartalmaz a diszkográfiájuk. Több lemezkiadónál dolgoztak pályafutásuk alatt, jelenleg a francia Osmose Productions jelenteti meg albumaikat.

## Tagok
- Cliff Lundberg - ének (1993-), gitár (1993-1996)
- Christoffer Larsson - gitár (2009-), basszusgitár (2005-2009)
- Johann Gummeson - basszusgitár (2009-)
- Charlie Claeson - dob (2005-)

## Korábbi tagok
- Adam Andersson - gitár (1999-2009)
- Andy Ryddell - gitár (1996-1999), basszusgitár (1993-1996)
- Robert Jörgensen - basszusgitár (1996-1997)
- Svend Ruelökke - basszusgitár (1997-1999)
- Henke - basszusgitár (1999-2005)
- Christer - dob (1993-1996)
- Selle - dob (1996-2000)
- Asp - dob (2000-2005)

## Diszkográfia
- Brutalize (1994)
- Total Fucking Hate (1995)
- Fuck the World (1997)
- Reality Bites (1998)
- And the Winner is... (2000)
- Cold, Cheap & Disconnected (2002)
- The 4Q Mangrenade (2005)

## Egyéb kiadványok
- Split lemez az Impaled Nazarene-nel (1999)
- Split lemez az Extreme Noise Terrorral (2007)